# ابریشم‌دوزی
ابریشم‌دوزی 

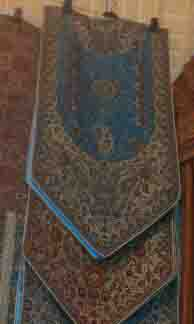
ابریشم دوزی

دوختی می‌باشد که با نخ ابریشم بر روی طرح دوخته می‌شوند. نمونه‌ای از این دوخت‌ها عبارت‌اند از:طرح‌های انسانی، طرح‌های حیوانی، طرح‌های گل‌وبته، طرح هندسی، طرح درختی محرماتی، طرح شمسه‌ای کتیبه‌ای، خطوط منحنی و …

## رنگ‌شناسی در ابریشم‌دوزی

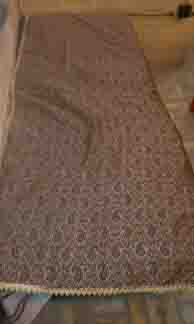
ابریشم دوزی

رنگ از عوامل بسیار مهم در ابریشم‌دوزی می‌باشد. رنگ‌ها را می‌توان به دو گروه تقسیم کرد:
فام‌دار:
دارای رنگدانه می‌باشند و خود به سه دسته تقسیم می‌شوند:
1. اصلی:زرد-قرمز-آبی
2. فرعی:از ترکیب دو رنگ اصلی ساخته می‌شوند.

مثل:قرمز+آبی=بنفش/قرمز+زرد=نانجی/آبی+زرد=سبز
۳)میانی:رنگ‌هایی که بین رنگ‌های فرعی و اصلی می‌باشند.
مثل:بنفش‌آبی، سبزآبی، نارنجی‌قرمز، سبززرد، زردنارنجی، قرمزبنفش
بی‌فام:
بدون رنگدانه می‌باشند.
مثل:رنگ‌های سیاه، سفید، خاکستری مانند خامه دوزی سیستان که با استفاده از ابریشم خام و بدون رنگ است.
آشنایی با تونالیته‌های رنگی باعث ایجاد طرحی طبیعی و زیبا در ابریشم‌دوزی می‌شود.

## مصالح ابریشم‌دوزی
ابزارهایی مثل:نخ، سوزن، پارچه
موادکمکی مثل:انگشتانه، قیچی و کارگاه که خود از ابزارهای مشترک همهٔ سوزن‌دوزی می‌باشد.
علاوه‌براین‌ها هر سوزن‌دوزی وسایل مربوط به کار خود را لازم دارد. مثلا:منجوق‌دوز، منجوق و ابریشم‌دوز، نخ‌های ابریشمی

## نخ‌ها
نخ‌های لازم برای کار با سوزن به هفت دسته تقسیم می‌شوند:
۱)نخ دمسه:
یک رشته نخ شش لایه بوده که به صورت کلاف می‌باشد و شمارهٔ رنگ روی هر کلافی نوشته‌شده که کار را راحت‌تر می‌کند.
۲)نخ عمامه:
نخی براق و دارای تاب می‌باشد که برای نقش‌های برجسته و دوخت‌های درشت کاربرد دارد.
۳)نخ مز:
این نو نخ به صورت قرقره یا سیگارت ابریشمی بوده و بهترین نوع نخ برای ابریشم‌دوزی می‌باشد.
۴)کلاف ابریشمی:
این نوع نخ مختص ابریشم‌دوزی می‌باشد.
۵)عمامه ابریشمی:
الیافی است دارای تاب و ضخامت زیاد که در حاشیه کاربرد دارد.
۶)الیاف فانتزی:
نخی نقره‌ای یا طلایی به نام‌های گلابتون و نقده می‌باشد که در ابریشم‌دوزی کاربرد دارد و به صورت کلافی یا قرقره‌ای وجود دارد. این نوع الیاف در گذشته از طلا و نقره ولی امروزه از مواد مصنوعی تهیه می‌شوند.
۷)الیاف مصنوعی:
از الیاف‌های مصنوعی مثل :پرلون، نایلون و … آماده می‌شود و تفاوت زیادی با الیاف طبیعی ندارد.

## انواع سوزن‌ها
۱)سوزن شارپ:
سوزنی ظریف و دارای نوکی تیز می‌باشد و در اکثر دوخت‌ها کاربرد دارد.
۲)سوزن کرول:
مخصوص گلدوزی می‌باشد. از سوزن شمارهٔ ۵ آن برای نخ شش‌لا و از شمارهٔ ۹ آن برای نخ دمسه یک لایه استفاده می‌کنند.
۳)سوزن رفو:
سوزنی بلند بوده و برای دوخت‌های درشت استفاده می‌کنند.
۴)سوزن دارنینگ:
طول بلندی دارد و برای دوخت‌های درشت کاربرد دارد.
۵)سوزن چنایل:
برای گلدوزی روی پارچه‌هایی با بافت درشت و محکم استفاده می‌شود.
۶)سوزن تاپستری:
دارای نوکی گرد و نرم می‌باشد و برای دوختن تورهایی با شماره‌دوزی درشت کاربرد دارد.
۷)سوزن بیتوین:
طول بلندی دارد و برای پارچه‌هایی با ضخامت متوسط و زیاد استفاده می‌شود.
۸)سوزن منجوق دوزی:
سوزنی بسیار ظریف و نازک می‌باشد که منجوق‌ها به راحتی از آن عبور می‌کند.

## نوع پارچه
از ویژگی‌های مهم کار با سوزن انتخاب پارچهٔ مناسب است. در ابریشم دوزی پارچه‌هایی از جنس ماهوت، اطلس، نخی، کتان، تافته، تترون و … به‌کار می‌روند.

## انواع دوخت‌های ابریشم‌دوزی
۱)شلال:

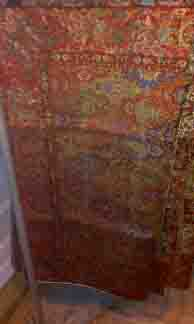
دوخت ابریشم دوزی

ساده، ساده با دوخت تزیینی‌پیچ، دوردیف مارپیچ، سه ردیف مارپیچ
۲)بخیه:
ساده، ساده با دوخت تزیینی‌پیچ
۳)زنجیره:
ساده، باز، پیچ، حلقوی، بست‌افقی، بست‌عمودی
۴)زیگزاگ:
ساده، بست افقی، فشرده، مارپیچ، درهم، تزیینی
۵)ترکیبی:
پرمانند، پرمستقیم، پردوتایی، پرسه‌تایی، غنچه، دوخت شاخک حلزون
۶)بست:
مورب، رومانی، لوزی، مثلث، داربست عمودی، داربست مورب
۷)پتویی (دندان موشی):
دوبل، بسته، مورب، نردبانی
1. دوخت‌های پتویی تزیینی
2. دوخت انواع گل‌ها:

شهلا، لاله، شقایق، رز، ارکیده، زنبق، نیلوفر، بنفشه
۱۰)دوخت برگ‌ها:
لاله، نیلوفر، برگ با لبهٔ کنگره‌ای
۱۱)دوخت میوه‌ها
۱۲)دوخت پرندگان

## مکان انتخاب طرح در ابریشم‌دوزی
بعضی طرح‌ها در گوشه و بعضی‌ها در گوشه و بعضی‌ها در وسط و تعدادی از آن‌ها به صورت کادری می‌باشد.

## ساتن‌دوزی
این نوع دوخت برای پر کردن گل‌های‌ریز، ساقه‌های‌پهن و برگ‌ها کاربرد داردو از شلال‌های مورب، افقی و عمودی استفاده‌می‌کنند.

## دوخت کوتاه و بلند
مثل ساتن‌دوزی دوخته‌می‌شود ولی بعضی مواقع شلال‌ها کوتاه و بلند می‌شوند و برای دوخت‌های بزرگ وایجاد سایه‌روشن استفاده می‌شود.

## شکوفه‌دوزی
به صورت ساتن با نخ‌های دو رنگ دوخته‌می‌شود. لبهٔ برگ که مقداری پهن‌تر است گاهی اوقات با دو دوخت ساتن انجام می‌شود تا با مرکز آن که باریک‌تر است هماهنگی داشته‌باشد.

## دوخت گل‌رز
برای دوخت آن مهارت کافی و همچنین شناخت رنگ‌ها لازم است. در این نوع، گلبرگ‌های پایینی را با رنگ‌های تیره و گلبرگ‌های تا خورده را با رنگ روشن و لبهٔ آن‌ها را با رنگ‌های روشن لبه‌دوزی می‌کنند.

## دوخت گل‌لاله
اول قسمت زیرگلبرگ و سپس قسمت پایین گلبرگ لبه‌دوزی می‌شود و در آخر وسط گلبرگ را می‌دوزند.

## دوخت میوه
اول قسمت بیرون، لبه‌دوزی می‌شود و سپس وسط شکل توپردوزی می‌شود.

## آسترکشی
کارهایی مثل جانماز، زیرلیوانی و… را بعد از گلدوزی با پارچه‌هایی از جنس ساتن به دو روش آسترکشی می‌شود:
۱)پارچهٔ آستری رابرش می‌زنند و روی پارچهٔ گلدوزی شده می‌گذارند و به هم متصل می‌کنند و از لبه‌های پارچه۱۰سانتی‌متر بازمی‌گذارند و پارچه را برمی‌گردانند و با پس‌دوزی آن‌ها را به هم وصل می‌کنند و بعد اتو می‌کشند.
۲)تکه‌ی‌آستری و گلدوزی شده را روی هم می‌گذارندو چهارگوش و وسط آن را سنجاق می‌زنند تا تکان نخورد و بعد آن را پس‌دوزی و اتو می‌کنند.

## روش شستشو و اتوکشی ابریشم‌دوزی
وقتی از ثابت بودن پارچه اطمینان پیدا شد، آن را به صورت باز داخل ظرف گذاشته و با آب تصفیه‌شدهٔ ولرم و پاک‌کنندهٔ ملایم و بدون چنگ‌زدن شسته و تمیذ آبکشی شود. آن را داخل حولهٔ نرم لوله کرده تا آب‌های اضافی گرفته‌شود. بعد در هوای‌آزاد گذاشته تا رطوبت‌اضافی‌آن برود و بعد آن را به حالت نمناک روی سطحی صاف گذاشته و اتو می‌کشند.

## نکات مهم در سوزن‌دوزی‌ها
1. جنس و رنگ پارچه‌ای که برای ابریشم‌دوزی انتخاب شده باید مناسب با طرح آن باشد.
2. دست‌ها را قبل از شروع به کار و هر از گاهی باید شست.
3. قبل از شروع کاراصلی ابتداباید روی پارچه‌ای تمرین شود.
4. از نخ‌های محکم و رنگ ثابت استفاده شود.
5. از نخ‌های کوتاه برای ظرافت کار استفاده شود.
6. برای بریدن نخ آن را با یک وسیله بریده چون در غیر این صورت نخ کشیده و بد فرم می‌شود.[۱۶]